# Bogdan Golik
Bogdan Dariusz Golik (ur. 19 marca 1963 we Wrocławiu) – polski polityk, ekonomista, przedsiębiorca, w latach 2004–2009 poseł do Parlamentu Europejskiego.

## Życiorys

### Wykształcenie i praca zawodowa
W 1987 ukończył studia na Wydziale Weterynarii Akademii Rolniczej we Wrocławiu, a następnie także studia doktoranckie na Akademii Ekonomicznej w Poznaniu, później prowadził działalność gospodarczą. W latach 1998–2004 pełnił funkcję wiceprezesa Krajowej Izby Gospodarczej. W 1991 został wiceprezesem i prezydentem Regionalnej Izby Gospodarczej w Lesznie. W 2002 założył i został prezesem Polsko-Arabskiej Izby Gospodarczej. W latach 1999–2001 był członkiem Rady Nadzorczej Polskiej Fundacji Promocji i Rozwoju Małych i Średnich Przedsiębiorstw, a od 1999 wiceprzewodniczącym Sejmiku Gospodarczego. Objął funkcje prezesa Instytutu Chińskiego w Polsce, a także wiceprezydenta Asia-Pacific CEO Association, Worldwide (APCEO). Został honorowym członkiem belgijsko-chińskiej izby gospodarczej.

### Działalność polityczna
W wyborach parlamentarnych w 2001 bez powodzenia kandydował do Sejmu z listy SLD-UP w okręgu kaliskim (otrzymał 4086 głosów). W 2004, liczbą 14 191 głosów, został wybrany do Parlamentu Europejskiego z listy Samoobrony RP w okręgu łódzkim. Początkowo nie należał do żadnego klubu. 1 grudnia 2004 wraz z Wiesławem Kucem wstąpił do Partii Europejskich Socjalistów. Był członkiem Komisji Rolnictwa i Podkomisji Bezpieczeństwa i Ochrony oraz Delegacji Unia-Chiny, Unia-Rosja i Unia-Ameryka Łacińska. Pod koniec 2004 wystąpił z Samoobrony RP.
W grudniu 2005 dziennik „Le Soir” przedstawił relację francuskiej prostytutki oskarżającej europosła o zgwałcenie. W grudniu 2008 prokurator w Belgii prawomocnie umorzył postępowanie w tej sprawie, uznając go za niewinnego. W wyborach do Parlamentu Europejskiego w 2009 został zarejestrowany jako kandydat Polskiej Partii Pracy, jednak jeszcze przed wyborami zrezygnował ze startu. W 2010 zasiadł w radzie krajowej Unii Pracy, a w czerwcu 2013 także w zarządzie krajowym tej partii, zostając sekretarzem ds. międzynarodowych. Członkiem tych gremiów był do grudnia 2016.

## Odznaczenia
W 2001, za zasługi w działalności na rzecz rozwoju samorządu gospodarczego, został odznaczony przez prezydenta Aleksandra Kwaśniewskiego Złotym Krzyżem Zasługi.